# Xiaomi 13
El Xiaomi 13 es un teléfono inteligente basado en Android fabricados por Xiaomi. Se anunció el 11 de diciembre de 2022 y se lanzaron en China el 14 de diciembre de 2024  El teléfono se lanzó internacionalmente el 26 de febrero de 2023. Asimismo, el Xiaomi 13 cuenta con una versión Pro, la cual mejora en prácticamente todos los apartados técnicos al original.